# Dan Ariely
Dan Ariely, né le 29 avril 1967 à New York, est un professeur de psychologie et d'économie comportementale israélo-américain. Il enseigne à l'université Duke et est le fondateur du Center for Advanced Hindsight.
Ariely est marié et père de deux enfants.
Depuis 2021, Ariely est accusé de plusieurs fraudes scientifiques, dont de la manipulation de données, qui ont mené à la rétractation d'un article largement cité,. En 2024, l'université Duke conclut, à la suite d'une enquête confidentielle que des données ont effectivement été falsifiées dans l'article concerné, mais qu'il n'y a pas de preuve qu'Ariely a utilisé ces données en connaissance de cause.

## Biographie
Ariely est né à New York et grandit à Ramat Gan et Ramat Hasharon, en Israël. À la fin de son secondaire, il milite au sein du mouvement jeunesse du Hanoar Haoved Véhalomed. Lors d'une cérémonie, il se brûle au troisième degré sur 70 % de la surface du corps à la suite d'une explosion accidentelle d'un engin pyrotechnique au magnésium.
Dans ses écrits, Ariely décrit comment cette expérience l'a conduit dans ses recherches « comment offrir de meilleurs traitements lorsqu'ils sont douloureux et inévitables pour les patients. »

## Éducation et carrière académique
Ariely effectue des études de physique et mathématiques à l'université de Tel Aviv, puis se lance dans la philosophie et la psychologie. Il abandonne par la suite la philosophie pour terminer sa licence en psychologie. Il obtient enfin une maîtrise et un doctorat en psychologie cognitive de l'université de Caroline du Nord à Chapel Hill, puis un doctorat en marketing de l'université Duke (The Fuqua School of Business).
Entre 1998 et 2008, il enseigne au MIT, puis retourne comme professeur à l'université Duke. En marge de ses publications universitaires, il publie deux livres qui obtiennent un certain succès : Predictably Irrational (traduit en français sous le titre C'est (vraiment?) moi qui décide : Les raisons cachées de nos choix et The Upside of Irrationality.

## Controverses

### Accusations de manipulations de données
En août 2021, des données issues d'une étude expérimentale publiée dans PNAS en 2012, réalisée par Lisa L. Shu, Nina Mazar, Francesca Gino, Dan Ariely, et Max H. Bazerman ont été ré-examinées par l'équipe scientifique du blog Data Colada,. Le post de blog affirmait que les données avaient été manipulées,.Tous les auteurs de l'étude ont reconnu la validité de cette évaluation et l'article a été rétracté,.Les auteurs de l'étude ont également déclaré qu'Ariely était le seul auteur à avoir eu accès aux données avant qu'elles ne soient transmises sous leur forme manipulée à Nina Mazar, l'analyste, en février 2011. Dan Ariely réfute avoir manipulé les données avant leur transmission à Mazar mais les métadonnées du fichier Excel révèlent qu'il a créé la feuille de calcul et a été le dernier à la modifier.
Dans un échange par e-mail de 2011 fourni par Mazar, elle indiquait que l'effet mesuré allait dans une direction opposée à leur hypothèse. Ariely lui répondit qu'il avait accidentellement inversé toutes les valeurs d'une colonne du jeu de données lorsqu'il les a modifiées pour les rendre plus descriptives et qu'il fallait qu'elle les inverse à nouveau, ce à quoi elle obéit,. Un journaliste du  New-Yorker a pu obtenir les données originales par la compagnie d'assurance et a constaté que les données n'avaient jamais été modifiées pour être rendues plus descriptives.

## Publications

### Livres

#### en français
- Dan Ariely (trad. de l'anglais), C'est (vraiment ?) moi qui décide [« Predictably Irrational »], Paris, Flammarion, 2008, 302 p. (ISBN 978-2-08-120990-9)
- Dan Ariely, Décider, c'est pas sorcier, BD, Alisio, 2020, 220 p. (ISBN 9782379350948)

#### en anglais
- (en) Dan Ariely, Predictably Irrational : The Hidden Forces That Shape Our Decisions, HarperCollins, 2008, 304 p. (ISBN 978-0-06-135323-9)
- (en) Dan Ariely, The Upside of Irrationality : The Unexpected Benefits of Defying Logic at Work and at Home, HarperCollins, 2010, 352 p. (ISBN 978-0-06-199503-3)
- (en) Dan Ariely, The (Honest) Truth About Dishonesty : How We Lie to Everyone--Especially Ourselves, New York, HarperCollins, 2012, 255 p. (ISBN 978-0-06-218359-0)
- (en) Dan Ariely, Dollars and Sense : How We Misthink Money and How to Spend Smarter, New York, HarperCollins, 2017, 288 p. (ISBN 978-0062651204)

### Articles
- (en) Dan Ariely et Gal Zauberman, « On the making of an experience: The effects of breaking and combining experiences on their overall evaluation », Journal of Behavioral Decision Making, vol. 13, no 2,‎ 2000, p. 219–232 (DOI 10.1002/(SICI)1099-0771(200004/06)13:2<219::AID-BDM331>3.0.CO;2-P, lire en ligne)
- (en) Combining experiences over time: the effects of duration, intensity changes and on-line measurements on retrospective pain evaluations
- (en) Coherent Arbitrariness: Stable demand curves without stable preferences
- (en) Dan Ariely, « Controlling information flow: Effects on consumers' decision making and preference », Journal of Consumer Research, vol. 27, no 2,‎ 2000, p. 233–248 (DOI 10.1086/314322, lire en ligne)
- (en) Dan Ariely et Klaus Wertenbroch, « Procrastination, Deadlines, and Performance: Self-Control by Precommitment », Psychological Science, vol. 13, no 3,‎ 2002, p. 219–224 (PMID 12009041, DOI 10.1111/1467-9280.00441, lire en ligne)
- (en) James Heyman et Dan Ariely, « Effort for Payment: A Tale of Two markets », Psychological Science, vol. 15, no 11,‎ 2004, p. 787–793(7) (PMID 15482452, DOI 10.1111/j.0956-7976.2004.00757.x, lire en ligne)
- (en) Tom Sawyer and the Construction of Value
- (en) Placebo Effects of Marketing Actions: Consumers May Get What They Pay For
- (en) Dishonesty in Everyday Life and Its Policy Implications
- (en) Try it, you'll like it: The influence of expectation, consumption, and revelation on preferences for beer